# پلستر راک، نیوبرانزویک
پلستر راک (به انگلیسی: Plaster Rock) یک منطقهٔ مسکونی در کانادا است که در شهرستان ویکتوریا واقع شده‌است. پلستر راک ۱٬۱۳۵ نفر جمعیت دارد.